# Podosoje (Runovići)
Podosoje je naselje u općini Runovići.

## Zemljopisni smještaj
Selo Podosoje smješteno je ispod Osoja, brda koje se prostire paralelno planini Biokovo, na pola puta između Imotskoga i Zagvozda. Nalazi se u žlibini koja se prostire od Krivodola preko Poljica i Podbablja. Na putu Zagvozd Imotski na toj poziociji na vrhu Poljica, vidi se znak skretanja Poljica, Podosoje, udaljeno 4 km. Cesta je uska, često šumska s niskim raslinjem do same asfaltne trake.

## Zaseoci
Na pravcu jugoistok-sjeverozapad: Dragovići, Ždere, Puljizi, Garci, Jerkovići, Buljani, te Protrke na pravcu sjever-jug na putu prema Runoviću.

## Stanovništvo
| broj stanovnika |       |       | 54    | 62    | 82    | 175   | 330   | 432   | 229   | 410   | 403   | 321   | 149   | 73    | 48    | 40    | 25    |
|                 | 1857. | 1869. | 1880. | 1890. | 1900. | 1910. | 1921. | 1931. | 1948. | 1953. | 1961. | 1971. | 1981. | 1991. | 2001. | 2011. | 2021. |